# Alcama ibne Abada
Alcama ibne Abada (em árabe: علقمة بن عبدة; romaniz.: Alqama ibn 'Abada) geralmente conhecido por Alcama Alfal (em árabe: علقمة الفحل; romaniz.: Alqama al-Fahl), foi um poeta árabe da tribo dos tamimitas, que floresceu na segunda metade do século VI.

## Biografia
O nome al-Fahl significa literalmente “o garanhão”, apelido pelo qual ficou conhecido quando venceu um concurso de poesia contra Inru Alcais. A esposa de Inru achou que ele havia superado Inru completamente naquele concurso, então Inru se divorciou dela e Alcama se casou com ela. O que aconteceu tornou-se tão popular na península que as pessoas começaram a chamá-lo de “O Garanhão”.
Diz-se que sua descrição poética das avestruzes era famosa entre os árabes. A sua divã (antologia poética) consiste em três cássidas (elegias) e de onze fragmentos. Alasmai considerou três dos poemas genuínos.
Os poemas foram editados por Albert Socin com tradução para o latim como Die Gedichte des ʿAlḳama Alfaḥl (Leipzig, 1867), e estão contidos nos The Diwans of the six ancient Arabic Poets (Londres, 1870), de Wilhelm Ahlwardt; cf. Ahlwardt's Bemerkungen über die Echtheit der alten arabischen Gedichte (Greifswald, 1872), pp. 65–71 e 146–168.